# Остров Волчий
«Остров Волчий» — советский чёрно-белый художественный фильм 1969 года, снятый режиссёром Николаем Ильинским на Киевской киностудии им. А. П. Довженко.
По мотивам одноимённой повести Захара Дичарова.
Премьера фильма состоялась 13 июля 1970 года. Прокат — 10,7 млн зрителей.

## Сюжет
Лётчик Тагилов и врач Таня спасают жену бакенщика, оказавшуюся на острове Волчий. После аварии вертолёта, они помогают роженице и защищают ребенка от браконьера Нифонта. В результате совместных испытаний, Таня и Тагилов становятся ближе друг к другу.

## В ролях
- Георгий Жжёнов — Павел Ильич Тагилов
- Татьяна Лаврова — Татьяна Ниловна
- Антонина Лефтий — Наталья Мезенцева
- Виктор Колпаков — Нифонт
- Борислав Брондуков — Авдей Мезенцев

## Съёмочная группа
- Режиссёр: Николай Ильинский
- Сценаристы: Захар Дичаров, Владимир Сосюра
- Оператор: Эдуард Плучик
- Художник: Николай Резник
- Звукорежиссёр: Нина Авраменко
- Композитор: Леонид Грабовский